# Lilian Calmejane

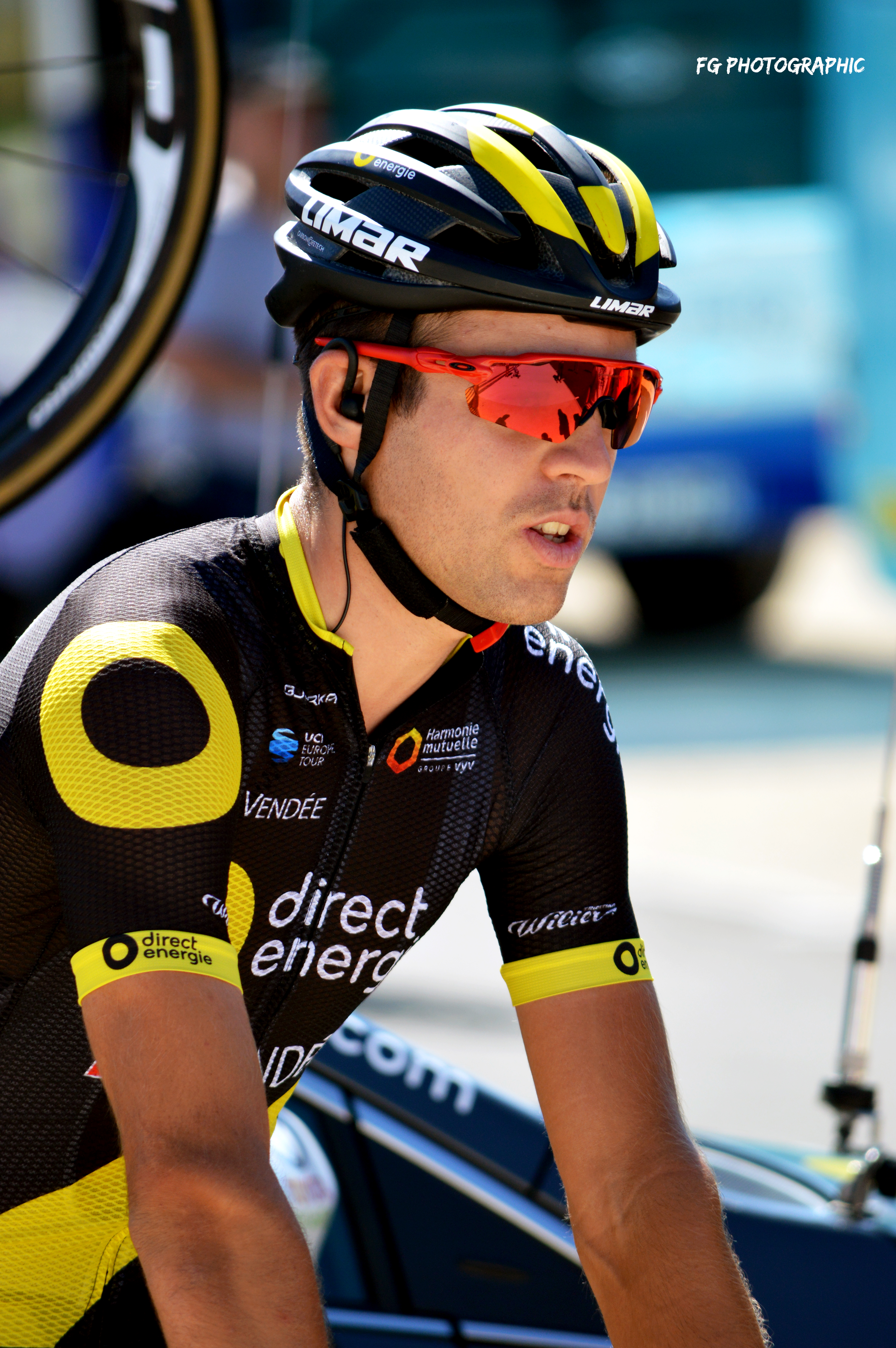
Lilian Calmejane - Tour-Poitou Charentes 2018

Lilian Calmejane, né le 6 décembre 1992 à Albi, est un coureur cycliste français, professionnel de 2016 à 2024. Il a notamment remporté une étape sur le Tour de France et sur le Tour d'Espagne.

## Biographie

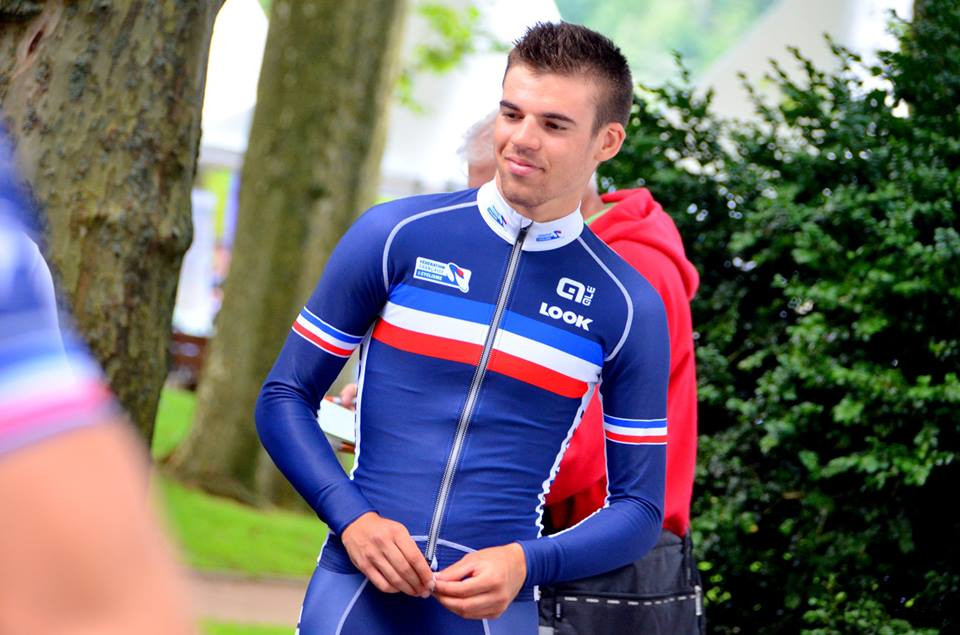
Lilian Calmejane sous les couleurs de l'équipe nationale de France espoirs lors du prologue du Tour de l'Ain 2014 à Saint-Amour.

### Débuts de carrière et révélation
Lilian Calmejane naît le 6 décembre 1992 à Albi, en France.
En 2010, il court pour le Saint-Juéry Olympique, avant d'entrer en 2011 à l'Occitane CF. 
En 2012, il termine 3e du Grand Prix de Cazes-Mondenard. 
L'année suivante, il remporte le contre-la-montre individuel de la 2e étape du Week-end béarnais, la 1re étape du Tour du bassin d'Arcachon, le Grand Prix de la Seyne-sur-Mer, le Trophée des châteaux aux Milandes et termine 2e du Tour du bassin d'Arcachon, 2e du Grand Prix de la Tomate, 3e du Prix de la Ville du Mont Pujols et 3e du Grand Prix de Gamaches.
Il évolue depuis 2014 dans le club de DN1 du Vendée U, réserve de l'équipe professionnelle Europcar. Il a, avec cette formation, eu l'occasion de disputer plusieurs épreuves de l'UCI Europe Tour. Il s'est ainsi distingué en remportant la 2e étape de la Ronde de l'Isard d'Ariège ainsi que la 3eb étape, un contre-la-montre par équipes, de cette même épreuve, terminant 4e du classement général final. Il a également signé plusieurs top 10 sur les épreuves UCI au cours de la saison. Il prend notamment la 6e place sur la 5e étape du Tour de Normandie, la 8e place lors de la 2e étape du Tour Alsace, ou encore la 8e place sur la 1re étape du Tour de l'Ain, sous les couleurs de l'équipe de France. Notons également une 11e place au classement général du Circuit des Ardennes international, et une 12e place sur le championnat de France sur route espoirs. Il remporte les contre-la-montre par équipes de la 3e étape du Tour d'Eure-et-Loir, de la 1re étape du Tour Nivernais Morvan et de la 2e étape du Grand Prix cycliste de Machecoul, mais également la première place de Jard-Les Herbiers et du Chrono des Achards. Enfin, il termine 2e du Tour Nivernais Morvan et 3e du Grand Prix cycliste de Machecoul.
En 2015, il remporte le Grand Prix du Pays d'Aix, le Grand Prix Souvenir Jean-Masse et La Suisse Vendéenne. Il participe en avril au Triptyque des Monts et Châteaux où il remporte la 2e étape s'achevant au mont de l'Enclus et le classement général à l'issue de la 4e étape, il déclare à cette occasion « Je fête aujourd'hui la plus belle victoire de ma carrière ». Fin avril, il termine vainqueur de la 3e étape du Tour de Bretagne,, 3e de la 2e étape et 4e de la 5e étape.

### Passage chez les professionnels
Le 15 septembre 2015, il est annoncé que Lilian Calmejane et ses coéquipiers Romain Cardis, Jérémy Cornu et Fabien Grellier, deviennent professionnels dans l'équipe Direct Énergie, anciennement nommée Europcar. Il débute sous ses nouvelles couleurs sur le Grand Prix d'ouverture La Marseillaise (18e, au service de Ryan Anderson, cinquième) avant de participer à La Méditerranéenne, course par étapes qu'il termine 8e au classement général et dont il remporte le classement des jeunes. Sur le Tour du Haut-Var, il arrive avec le groupe de tête lors de la deuxième étape où il épaule Angelo Tulik (6e) et prend, lui, la 15e position, la 18e au classement général et la deuxième au classement des jeunes, derrière Petr Vakoc. Il se met de nouveau en évidence sur le Tour La Provence, troisième de la première étape et du classement général, il prend une nouvelle fois la deuxième place au classement des jeunes, Petr Vakoc le devançant. De nombreuses fois à l'attaque sur la Drôme Classic, il la termine à la 10e place. Ces bonnes performances lui valent d'être retenu pour disputer Paris-Nice, sa première compétition World Tour, conclue à la 24e position. 

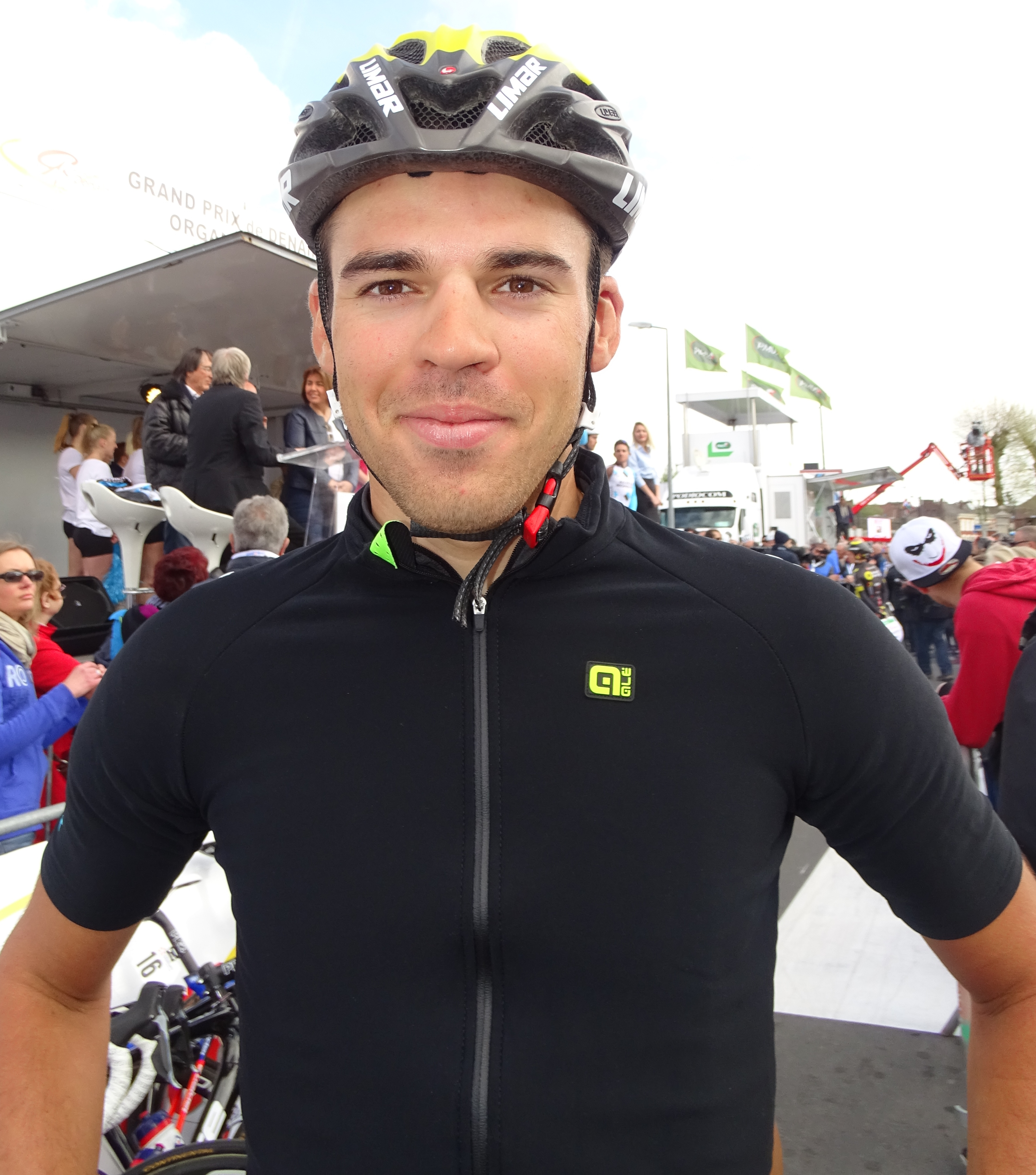
Lilian Calmejane lors du départ du Grand Prix de Denain 2017.

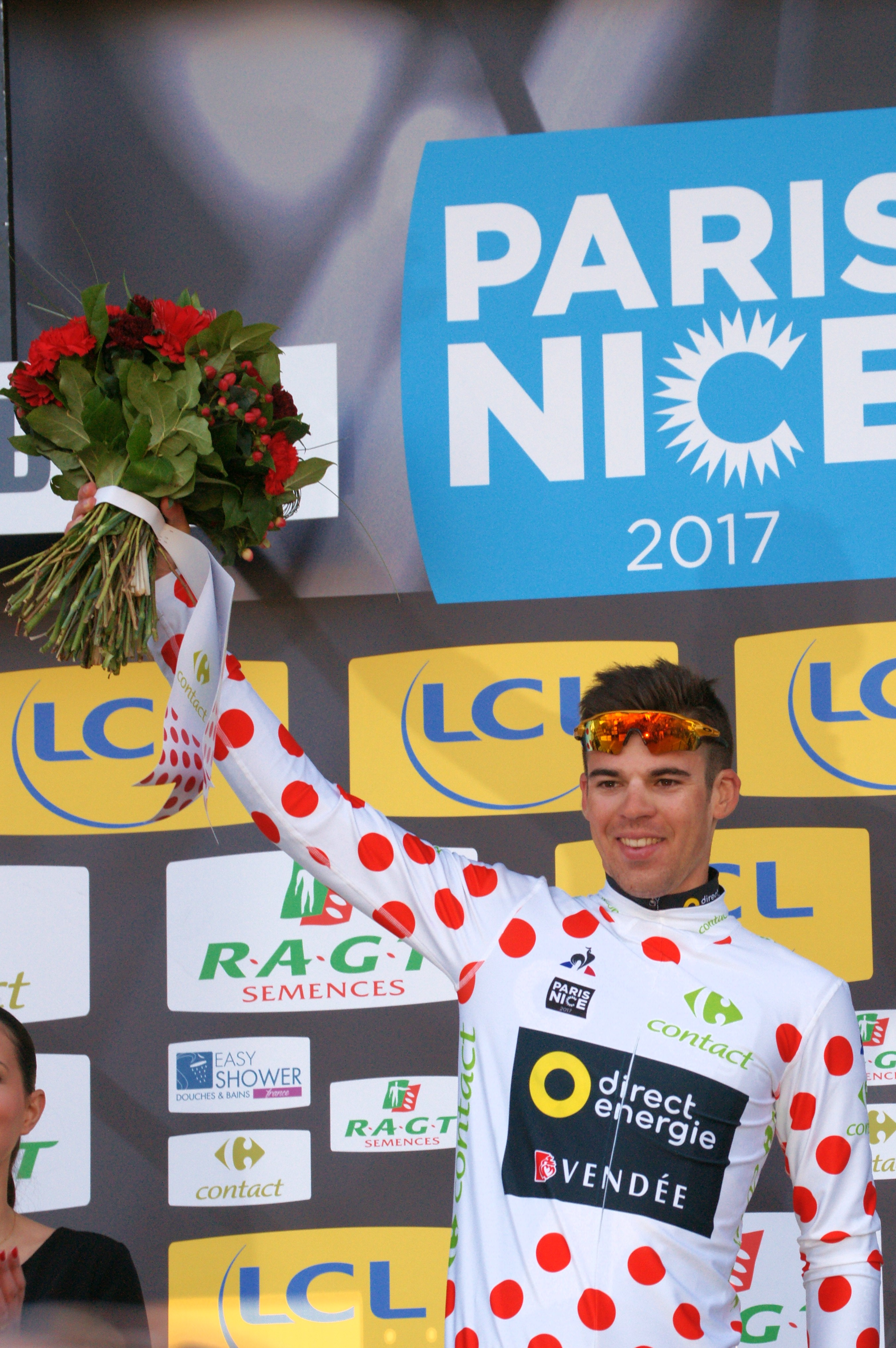
Lilian Calmejane vainqueur du classement de la montagne du Paris-Nice 2017.

Sélectionné sur le Critérium International, il se montre à nouveau, s'échappant sur la première étape en compagnie de Jérémy Leveau et Pierre Latour. Il y décroche une place d'honneur au classement général, terminant quinzième. Après une 8e place sur le Tour du Finistère, il s'octroie une nouvelle quinzième place sur une course par étapes, le Tour de Yorkshire. Après un programme français, Tour de Picardie (20e du général), Grand Prix de la Somme, Grand Prix de Plumelec-Morbihan, Boucles de l'Aulne (14e), Critérium du Dauphiné, Route du Sud, il dispute son premier championnat de France professionnel sur route avant de s'aligner sur une nouvelle course par étapes, le Tour de Wallonie, où il accroche la 14e place au général et une nouvelle deuxième place au classement jeune. Un nouveau top 15 l'attend sur le Tour de l'Ain où, après une belle troisième étape (7e), il se classe 13e du général. Ses remarquables performances convainquent Jean-René Bernaudeau de le tester sur un premier grand Tour, la Vuelta. Il y décroche sa première victoire chez les professionnels, remportant en solitaire la quatrième étape après s'être extirpé du groupe de tête à neuf kilomètres de l'arrivée. Il termine soixante-dixième au classement général. Il figure dans la sélection française constituée pour le premier championnat d'Europe sur route professionnel disputé à Plumelec. Au mois d'octobre il prolonge le contrat qui le lie à l'équipe continentale professionnelle Direct Énergie jusqu'en 2018.
En 2017, après avoir terminé troisième du Grand Prix d'ouverture La Marseillaise, première manche de la Coupe de France, il remporte la troisième étape et le classement général de l'Étoile de Bessèges. Comme en 2016, il se montre en forme sur les Boucles Drôme-Ardêche, 9e de la Classic de l'Ardèche et 13e de la Drôme Classic et est ainsi sélectionné pour participer à son deuxième Paris-Nice. Il en remporte le classement de la montagne. Onze jours plus tard, il prend le départ de la semaine internationale Coppi et Bartali. Deuxième de la première étape derrière Laurent Pichon, il s'impose sur la dernière et enlève le classement général ainsi que le classement par points. En juillet, il dispute son premier Tour de France. Il remporte la huitième étape dans le Jura, au terme d'une échappée, malgré une crampe à cinq kilomètres de l'arrivée. Il endosse ainsi le maillot du meilleur grimpeur. En août il termine dixième du Tour du Poitou-Charentes. Calmejane fait ensuite partie de la sélection française pour la course en ligne des championnats du monde de Bergen.
En 2018, il remporte la Classic de la Drôme. Sur le Tour de France, il s'échappe sur la 15e étape mais il est battu à l'arrivée à Carcassonne. En août, il termine huitième du Tour du Limousin. En 2019, il remporte la Classic de l'Ardèche.
En 2020, il est sélectionné dans l'équipe de France pour le championnat d'Europe disputé à Plouay. Le chef de file de la sélection est Arnaud Démare. Il quitte la formation Total Direct Énergie à la fin de la saison 2020 pour rejoindre l'équipe AG2R La Mondiale.
Il abandonne après une chute sur la troisième étape du Tour de La Provence 2021. Il est notamment atteint d'une commotion cérébrale. De retour à la compétition en mars, il subit une fracture au cinquième métatarsien droit après un accident domestique, ce qui occasionne une indisponibilité de trois semaines.
En début de saison 2022, un test positif au SARS-CoV-2 l'amène à renoncer à participer au Tour de La Provence. Un autre l'empêche en juin de participer à la course en ligne des championnats de France.
Lilian Calmejane signe un contrat avec Intermarché-Wanty-Gobert Matériaux pour 2023 et 2024.
Il quitte le peloton professionnel à la fin de la saison 2024.
En juillet 2025, il est consultant pour la chaîne numérique de france.tv dédiée au Tour de France 2025.

## Palmarès sur route

### Palmarès amateur
- 2012[1]
  - 3e du Grand Prix de Cazes-Mondenard
- 2013
  - 2e étape du Week-End Béarnais (contre-la-montre)
  - 1re étape du Tour du Bassin d'Arcachon
  - Grand Prix de la Seyne-sur-Mer
  - Trophée des Châteaux aux Milandes
  - 2e du Tour du Bassin d'Arcachon
  - 2e du Grand Prix de la Tomate
  - 3e du Prix de la ville du Mont Pujols
  - 3e du Grand Prix de Gamaches

- 2014

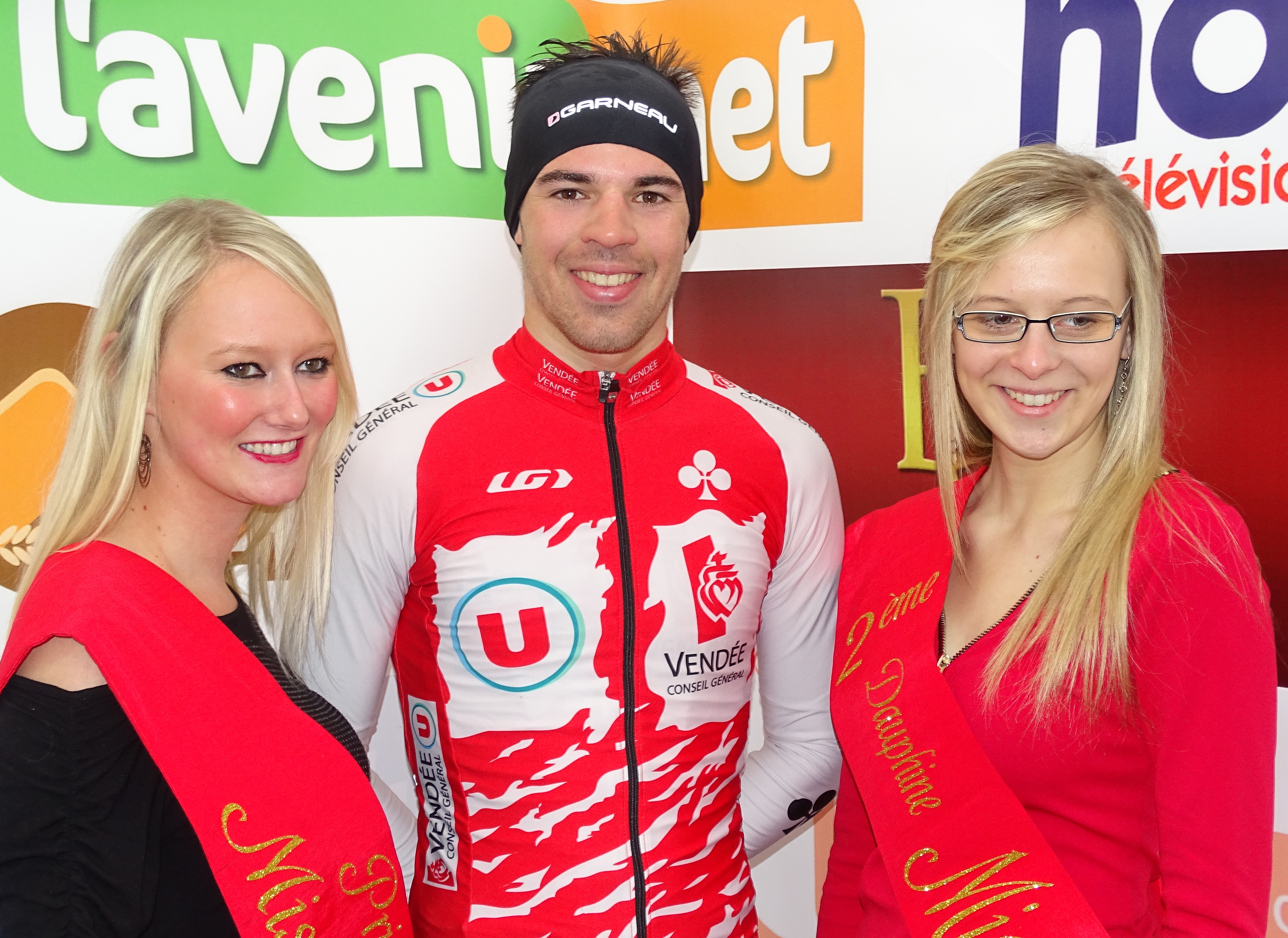
Lilian Calmejane, vainqueur de la 2e étape du Triptyque des Monts et Châteaux 2015.

  - 2e et 3eb (contre-la-montre par équipes) étapes de la Ronde de l'Isard d'Ariège
  - Nocturne d'Albi
  - Jard-Les Herbiers
  - Chrono des Achards
  - 2e du Tour Nivernais Morvan
  - 2e de la Nocturne de Carmaux
  - 3e du Grand Prix cycliste de Machecoul

- 2015
  - Grand Prix du Pays d'Aix
  - Grand Prix Souvenir Jean-Masse
  - La Suisse Vendéenne

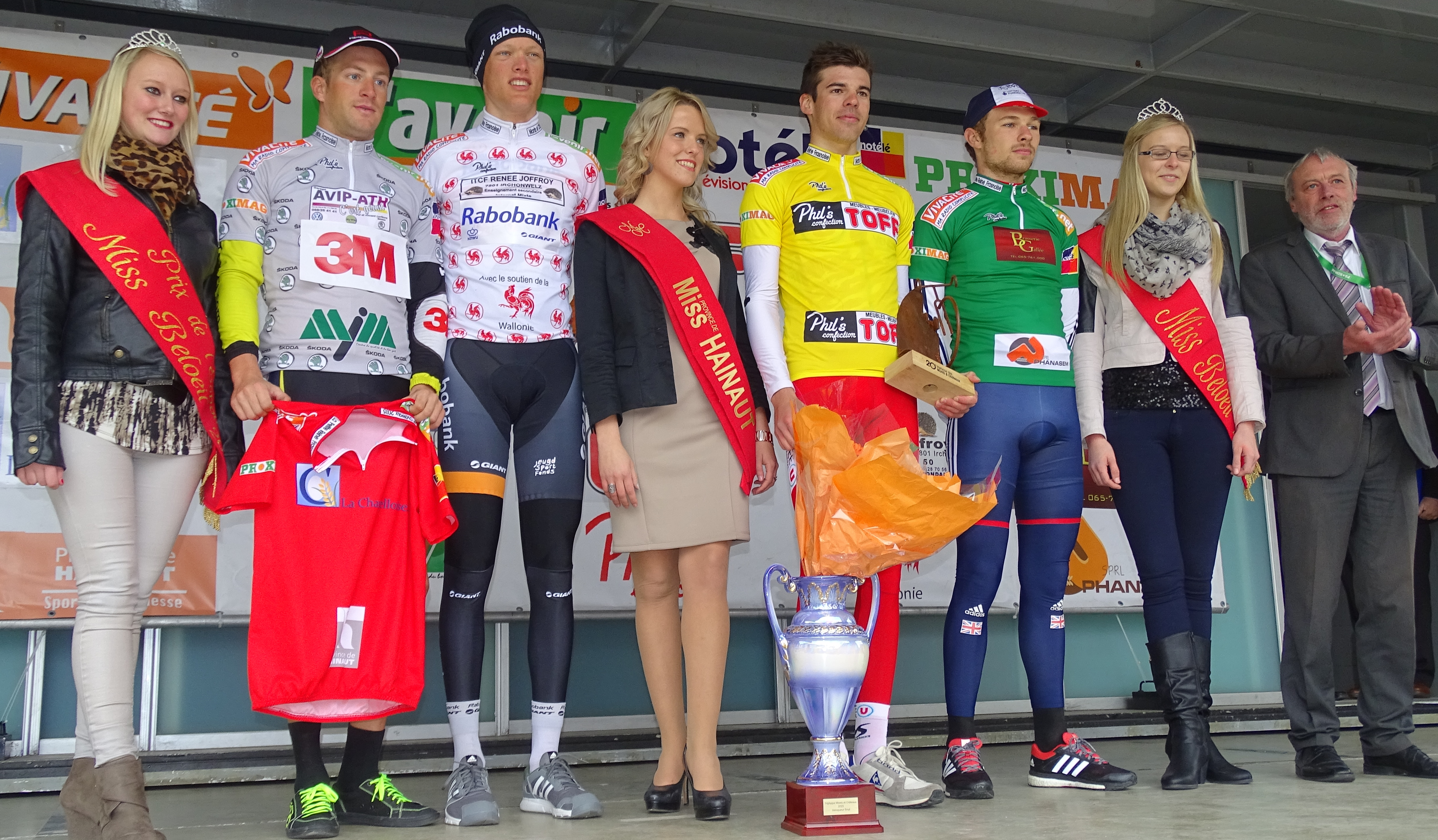
Les différents vainqueurs du Triptyque des Monts et Châteaux 2015 : Nicolas Vereecken (classement de la montagne et des rushs), Sjoerd Bax (classement des jeunes), Lilian Calmejane (classement général) et Owain Doull (classement par points).

  - Triptyque des Monts et Châteaux :
    - Classement général[2]
    - 2e étape

  - 3e étape du Tour de Bretagne
  - 3e étape du Tour Nivernais Morvan
  - Nocturne de Castelsarrasin
  - Chrono Châtelleraudais
  - 2e de La Commentryenne
  - 2e de la Nocturne de Carmaux
  - 2e du Tour de Seine-Maritime

### Palmarès professionnel
- 2016
  - 4e étape du Tour d'Espagne
  - 3e du Tour La Provence
- 2017
  - Étoile de Bessèges :
    - Classement général
    - 3e étape

  - Semaine internationale Coppi et Bartali :
    - Classement général
    - 4e étape

  - Circuit de la Sarthe :
    - Classement général
    - 4e étape

  - 8e étape du Tour de France
  - 3e du Grand Prix d'ouverture La Marseillaise
- 2018
  - Drôme Classic
  - Paris Camembert
  - 3e du Grand Prix d'ouverture La Marseillaise
  - 3e de la Classic de l'Ardèche
- 2019
  - Classic de l'Ardèche
  - 1re étape du Tour du Limousin-Nouvelle Aquitaine
  - 2e du Tour du Limousin-Nouvelle Aquitaine

### Résultats sur les grands tours

#### Tour de France
5 participations
- 2017 : 35e, vainqueur de la 8e étape ; maillot à pois pendant 1 jour.
- 2018 : 30e
- 2019 : 106e
- 2020 : abandon (8e étape)
- 2023 : 77e

#### Tour d'Italie
2 participations
- 2022 : 86e
- 2024 : 42e

#### Tour d'Espagne
2 participations
- 2016 : 70e, vainqueur de la 4e étape
- 2021 : 33e

### Classements mondiaux
| Année                                 | 2014 | 2015 | 2016 | 2017 | 2018 | 2019 | 2020 | 2021 | 2022 | 2023 | 2024 |
| ------------------------------------- | ---- | ---- | ---- | ---- | ---- | ---- | ---- | ---- | ---- | ---- | ---- |
| Classement mondial                    |      |      | 216e | 67e  | 99e  | 113e | 282e | 366e | 422e | 342e | 658e |
| UCI Europe Tour                       | 487e | 201e | 168e | 12e  | 17e  | 93e  | 230e | 305e | 337e | nc   | nc   |
|                                       |      |      |      |      |      |      |      |      |      |      |      |
| Légende : nc = non classéSource : UCI |      |      |      |      |      |      |      |      |      |      |      |

## Palmarès en cyclo-cross
- 2016-2017
  - Champion de Midi-Pyrénées de cyclo-cross[22]
- 2017-2018
  - Champion d’Occitanie de cyclo-cross[23]
- 2018-2019
  - Championnat de la Haute-Vienne de cyclo-cross[24]
  - Cyclo-cross d'Albi[25]